# Associazione Calcio Mantova 1966-1967
Questa voce raccoglie le informazioni riguardanti l'Associazione Calcio Mantova nelle competizioni ufficiali della stagione 1966-1967.

## Stagione
La squadra biancorossa affidata all'allenatore Giancarlo Cadé disputa un eccellente campionato, facendo perno su una difesa che con soli 23 goal subiti risulterà alla fine una delle migliori.
Al contrario, l'attacco è stato uno dei punti deboli della stagione. Ancora una volta il miglior realizzatore dei virgiliani è stato Beniamino Di Giacomo con sei centri.
Nel finale di campionato la squadra virgiliana avrà, suo malgrado, il ruolo di arbitro del torneo, infliggendo all'Inter una pesante sconfitta che assegnerà di fatto lo scudetto alla Juventus.
In Coppa Italia il Mantova esce sconfitto al primo turno dal confronto con la Reggiana (1-0).
Prima delle vacanze, il 17 giugno 1967 il Brasile di Pelè gioca al Martelli, e batte 2-1 il Mantova con un goal di "O Rey", una amichevole di lusso davanti a dodicimila spettatori entusiasti di ammirare il miglior calciatore del mondo nel proprio giardino di casa.

## Rosa
| N. |                   | Ruolo | Calciatore       |
| -- | ----------------- | ----- | ---------------- |
|    | Italia (bandiera) | P     | Dino Zoff        |
|    | Italia (bandiera) | P     | Sergio Girardi   |
|    | Italia (bandiera) | D     | Mirko Pavinato   |
|    | Italia (bandiera) | D     | Rino Ceccardi    |
|    | Italia (bandiera) | D     | Giulio Corsini   |
|    | Italia (bandiera) | D     | Piero Scesa      |
|    | Italia (bandiera) | D     | Ubaldo Spanio    |
|    | Italia (bandiera) | C     | Biagio Catalano  |
|    | Italia (bandiera) | C     | Roberto De Paoli |
|    | Italia (bandiera) | C     | Paolo Ferrari    |
|    | Italia (bandiera) | C     | Gustavo Giagnoni |

| N. |                   | Ruolo | Calciatore           |
| -- | ----------------- | ----- | -------------------- |
|    | Italia (bandiera) | C     | Luigi Giavara        |
|    | Svezia (bandiera) | C     | Torbjörn Jonsson     |
|    | Italia (bandiera) | C     | Franco Panizza       |
|    | Italia (bandiera) | C     | Carlo Volpi          |
|    | Italia (bandiera) | A     | Gianni Corelli       |
|    | Italia (bandiera) | A     | Beniamino Di Giacomo |
|    | Italia (bandiera) | A     | Gaetano Salvemini    |
|    | Italia (bandiera) | A     | Alberto Spelta       |
|    | Italia (bandiera) | A     | Giuseppe Tira        |
|    | Italia (bandiera) | A     | Ugo Tomeazzi         |
|    | Italia (bandiera) | A     | Gianfranco Trombini  |

## Risultati

### Serie A

#### Girone di andata
| Arbitro: | De Marchi (Pordenone) |

|                       |           |                   |
| Di Giacomo 11’ (rig.) | Marcatori | 9’ (rig.) Nielsen |

| Arbitro: | Piantoni (Terni) |

|              |           |  |
| Catalano 45’ | Marcatori |  |

| Arbitro: | Marengo (Chiavari) |

|                           |           |                            |
| Fortunato 2’ Amarildo 37’ | Marcatori | 7’ Catalano 59’ Di Giacomo |

| Arbitro: | Acernese (Roma) |

|            |           |             |
| Spelta 35’ | Marcatori | 14’ Incerti |

| Firenze 16 ottobre 1966 5ª giornata | Fiorentina        | 0 – 0 | Mantova | Stadio Comunale\| Arbitro: \| Vacchini (Milano) \| |
| Arbitro:                            | Vacchini (Milano) |       |         |                                                    |

| Mantova 23 ottobre 1966 6ª giornata | Mantova                      | 0 – 0 | Torino | Stadio Danilo Martelli\| Arbitro: \| De Robbio (Torre Annunziata) \| |
| Arbitro:                            | De Robbio (Torre Annunziata) |       |        |                                                                      |

| Arbitro: | Picasso (Chiavari) |

|            |           |           |
| Mazzia 56’ | Marcatori | 66’ Volpi |

| Venezia 13 novembre 1966 8ª giornata | Venezia                      | 0 – 0 | Mantova | Stadio Pierluigi Penzo\| Arbitro: \| De Robbio (Torre Annunziata) \| |
| Arbitro:                             | De Robbio (Torre Annunziata) |       |         |                                                                      |

| Mantova 20 novembre 1966 9ª giornata | Mantova             | 0 – 0 | Cagliari | Stadio Danilo Martelli\| Arbitro: \| Bernardis (Trieste) \| |
| Arbitro:                             | Bernardis (Trieste) |       |          |                                                             |

| Arbitro: | De Marchi (Pordenone) |

|  |           |                                 |
|  | Marcatori | 44’ Bianchi 47’ (aut.) Pavinato |

| Arbitro: | Varazzani (Parma) |

|                     |           |              |
| Traspedini 16’, 47’ | Marcatori | 65’ Tomeazzi |

| Arbitro: | Torelli (Milano) |

|                          |           |                                   |
| Volpato 32’ Da Silva 39’ | Marcatori | 58’ Di Giacomo 71’ (rig.) Corelli |

| Mantova 24 dicembre 1966 13ª giornata | Mantova          | 0 – 0 | Lazio | Stadio Danilo Martelli\| Arbitro: \| Di Tonno (Lecce) \| |
| Arbitro:                              | Di Tonno (Lecce) |       |       |                                                          |

| Arbitro: | Francescon (Padova) |

|             |           |  |
| Jonsson 89’ | Marcatori |  |

| Arbitro: | Gussoni (Tradate) |

|           |           |              |
| Zigoni 3’ | Marcatori | 80’ Trombini |

| Mantova 15 gennaio 1967 16ª giornata | Mantova            | 0 – 0 | Atalanta | Stadio Danilo Martelli\| Arbitro: \| Carminati (Milano) \| |
| Arbitro:                             | Carminati (Milano) |       |          |                                                            |

| Arbitro: | Bigi (Padova) |

|           |           |               |
| Corso 26’ | Marcatori | 66’ Salvemini |

#### Girone di ritorno
| Arbitro: | Torelli (Milano) |

|            |           |              |
| Haller 37’ | Marcatori | 1’ Salvemini |

| Arbitro: | Motta (Milano) |

|                  |           |            |
| Peiró 34’ (rig.) | Marcatori | 36’ Spelta |

| Arbitro: | Gonella (Torino) |

|           |           |  |
| Volpi 33’ | Marcatori |  |

| Lecco 19 febbraio 1967 21ª giornata | Lecco            | 0 – 0 | Mantova | Stadio Mario Rigamonti\| Arbitro: \| Piantoni (Terni) \| |
| Arbitro:                            | Piantoni (Terni) |       |         |                                                          |

| Mantova 26 febbraio 1967 22ª giornata | Mantova             | 0 – 0 | Fiorentina | Stadio Danilo Martelli\| Arbitro: \| Lo Bello (Siracusa) \| |
| Arbitro:                              | Lo Bello (Siracusa) |       |            |                                                             |

| Arbitro: | Genel (Trieste) |

|                         |           |  |
| Facchin 13’ Ferrini 24’ | Marcatori |  |

| Mantova 12 marzo 1967 24ª giornata | Mantova           | 0 – 0 | Brescia | Stadio Danilo Martelli\| Arbitro: \| Toselli (Cormons) \| |
| Arbitro:                           | Toselli (Cormons) |       |         |                                                           |

| Arbitro: | Orlando (Bergamo) |

|                             |           |            |
| Catalano 43’ Di Giacomo 64’ | Marcatori | 21’ Spagni |

| Cagliari 2 aprile 1967 26ª giornata | Cagliari              | 0 – 0 | Mantova | Stadio Amsicora\| Arbitro: \| De Marchi (Pordenone) \| |
| Arbitro:                            | De Marchi (Pordenone) |       |         |                                                        |

| Arbitro: | Marchiori (Padova) |

|             |           |  |
| Bianchi 44’ | Marcatori |  |

| Arbitro: | Giunti (Arezzo) |

|  |           |                |
|  | Marcatori | 38’ Traspedini |

| Arbitro: | Gonella (Torino) |

|                            |           |  |
| Di Giacomo 24’ Jonsson 49’ | Marcatori |  |

| Arbitro: | Monti (Ancona) |

|             |           |  |
| Morrone 58’ | Marcatori |  |

| Arbitro: | Varazzani (Parma) |

|                    |           |             |
| Bagnoli 56’ (rig.) | Marcatori | 49’ Jonsson |

| Arbitro: | Sbardella (Roma) |

|            |           |               |
| Spelta 65’ | Marcatori | 3’ Menichelli |

| Bergamo 21 maggio 1967 33ª giornata | Atalanta        | 0 – 0 | Mantova | Stadio Comunale\| Arbitro: \| Genel (Trieste) \| |
| Arbitro:                            | Genel (Trieste) |       |         |                                                  |

| Arbitro: | Francescon (Padova) |

|                |           |  |
| Di Giacomo 50’ | Marcatori |  |

### Coppa Italia
| Arbitro: | Pieroni (Roma) |

|              |           |  |
| Gavazzi 104’ | Marcatori |  |

## Statistiche

### Statistiche di squadra
| Competizione | Punti | In casa | In casa | In casa | In casa | In casa | In casa | In trasferta | In trasferta | In trasferta | In trasferta | In trasferta | In trasferta | Totale | Totale | Totale | Totale | Totale | Totale | DR |
| Competizione | Punti | G       | V       | N       | P       | Gf      | Gs      | G            | V            | N            | P            | Gf           | Gs           | G      | V      | N      | P      | Gf     | Gs     | DR |
| ------------ | ----- | ------- | ------- | ------- | ------- | ------- | ------- | ------------ | ------------ | ------------ | ------------ | ------------ | ------------ | ------ | ------ | ------ | ------ | ------ | ------ | -- |
| Serie A      | 34    | 17      | 6       | 9       | 2       | 11      | 7       | 17           | 0            | 13           | 4            | 11           | 16           | 34     | 6      | 22     | 6      | 22     | 23     | -1 |
| Coppa Italia | -     | 0       | 0       | 0       | 0       | 0       | 0       | 1            | 0            | 0            | 1            | 0            | 1            | 1      | 0      | 0      | 1      | 0      | 1      | -1 |
| Totale       |       | 17      | 6       | 9       | 2       | 11      | 7       | 18           | 0            | 13           | 5            | 11           | 17           | 35     | 6      | 22     | 7      | 22     | 24     | -2 |

### Statistiche dei giocatori
| Giocatore     | Serie A  | Serie A | Coppa Italia | Coppa Italia | Totale   | Totale |
| Giocatore     | Presenze | Reti    | Presenze     | Reti         | Presenze | Reti   |
| ------------- | -------- | ------- | ------------ | ------------ | -------- | ------ |
| B. Catalano   | 30       | 3       | 1            | 0            | 31       | 3      |
| R. Ceccardi   | 1        | 0       | 0            | 0            | 1        | 0      |
| G. Corelli    | 18       | 1       | 1            | 0            | 19       | 1      |
| G. Corsini    | 15       | 0       | 0            | 0            | 15       | 0      |
| R. De Paoli   | 3        | 0       | 0            | 0            | 3        | 0      |
| B. Di Giacomo | 31       | 6       | 1            | 0            | 32       | 6      |
| G. Giagnoni   | 31       | 0       | 1            | 0            | 32       | 0      |
| T. Jonsson    | 24       | 3       | 1            | 0            | 25       | 3      |
| F. Panizza    | 1        | 0       | 0            | 0            | 1        | 0      |
| M. Pavinato   | 31       | 0       | 1            | 0            | 32       | 0      |
| G. Salvemini  | 19       | 2       | 1            | 0            | 20       | 2      |
| P. Scesa      | 20       | 0       | 1            | 0            | 21       | 0      |
| U. Spanio     | 34       | 0       | 1            | 0            | 35       | 0      |
| A. Spelta     | 28       | 3       | 0            | 0            | 28       | 3      |
| U. Tomeazzi   | 13       | 1       | 1            | 0            | 14       | 1      |
| G. Trombini   | 9        | 1       | 0            | 0            | 9        | 1      |
| C. Volpi      | 32       | 2       | 1            | 0            | 33       | 2      |
| D. Zoff       | 34       | -23     | 1            | -1           | 35       | -24    |